# Ecos (rivista)
Ecos, rivista a cura dell'Eni, è stata per trent'anni, dal 1972 al 2002, la Rivista Aziendale dell'Eni, una delle maggiori compagnie petrolifere internazionali.
Pubblicata in italiano e in inglese, di 96 pagine ogni numero, aveva cadenza bimestrale ed era distribuita gratuitamente in Italia e all'estero ai dipendenti del gruppo Eni, a personalità della politica, dell'economia, della cultura, del giornalismo, alle biblioteche comunali e scolastiche, eccetera.
Nel momento di massima espansione raggiunse una tiratura di 140 000 copie.

## Nascita emission
Ecos nacque all'epoca della presidenza all'Eni di Raffaele Girotti, da un'idea di Gianni Rocca, che era allora capo ufficio stampa e direttore delle relazioni esterne dell'Eni. Il nome Ecos fu scelto perché breve e facile da ricordare e perché rinviava alla "E" iniziale di "Eni" e di "energia" e all'"Eco" di "economia" ed "ecologia".
La rivista ebbe la mission d'essere allo stesso tempo organo di informazione interna e rivista d'Immagine. Una scelta innovativa, nel panorama delle riviste aziendali europee. Le grandi imprese, infatti, preferivano allora, e preferiscono tuttora, editare due o più riviste distinte: una per i dipendenti, una per un pubblico qualificato e a volte una terza rivista per illustrare i propri prodotti. La creazione della veste grafica fu affidata al designer Sergio Ruffolo, che nel 1976, quattro anni dopo, fu chiamato da Eugenio Scalfari a disegnare la Repubblica. Il primo numero uscì nell'ottobre del 1972.
Prima di Ecos, erano stati house organ dell'Eni: Il Gatto Selvatico, la rivista voluta dal primo presidente dell'Eni Enrico Mattei e diretta da Attilio Bertolucci, che contribuì non poco allo sviluppo culturale dell'Italia negli anni 1955-1964, e quindi la rivista tascabile ENI (1971-1972).

## Storia
Alla direzione di Ecos si sono succedute grandi firme del giornalismo italiano: Gianni Rocca, Mario Padovani, Gianni Farneti, Giorgio Secchi, Eugenio Palmieri, Marzio Bellacci, Luciana Santaroni.
Il designer Sergio Ruffolo rinnovò la veste grafica nel 1984. Nel 1998 furono Emilio Tadini e Gianfranco Pardi ad adeguare il design ai tempi del multimediale.
Hanno contribuito alla storia di Ecos, tra gli altri, i senior editor : Francesco Manzini, Umberto Fusi, Claudio Rovai, Paolo Andreocci  e Laura Brunetti; gli inviati speciali Gian Luigi Piccioli e Luigi Valgimigli, il mago della fotografia industriale Giovanni Luigi Tinelli , il redattore e fotografo Umberto Simeoni (Simbert) dal 1983 al 2001.
Tra i collaboratori, importanti firme del giornalismo italiano e internazionale.
Oltre a Giovanni Tinelli, hanno assiduamente collaborato con le loro foto, tra gli altri: Sergio Toni, Alex Lanaro, Carlo Vitello e Andrea Nemiz. Hanno illustrato le pagine di Ecos, tra gli altri: János Hajnal, Nevio de Zolt, Michele Tranquillini, Giuseppe Megna, Lillo Messina e Marco Gramigna.
La rivista chiuse i battenti nel 2002, trent'anni dopo il primo numero, sostituita da Eni's way Magazine.

## Premi
Nel 2000, fu conferito ad Ecos l'oscar delle riviste aziendali, il “Diploma of Honour Award” della FEIEA (Federation of European Industrial Editors Association).

## Contenuti

### Una finestra sul mondo
La rivista Ecos s'è ispirata alla formula ideata a suo tempo da Enrico Mattei, primo presidente dell'Eni, per Il Gatto Selvatico: “un punto di incontro per tutti coloro che fanno parte della grande famiglia del gruppo Eni”.
Fu dunque uno strumento di comunicazione interna, ma anche rivista d'immagine, orientata ad illustrare le attività del Gruppo in Italia e all'estero e, in un mondo sempre più interdipendente, a sviluppare la reciproca conoscenza fra paesi lontani.
In trent'anni di vita sono stati realizzati centinaia di reportages nei cinque continenti, tradotti in diverse lingue.
In particolare, Ecos è stata la prima rivista occidentale a realizzare e diffondere in Cina un numero speciale in cinese (n. 3/1980). Lo stesso è accaduto con lo speciale dedicato al Kazakistan, tradotto in kazako e distribuito in Kazakistan (n.1/1993). Il n. 1/1981, conteneva testi bilingue, in italiano sul “dritto” e in arabo sul “rovescio” della rivista. Il n. 6/1983 fu integralmente tradotto in cirillico e distribuito in Russia.

### Il dibattito sui grandi temi e i numeri monografici
Ecos si è subito affermata come un luogo di dibattito sui grandi temi dello sviluppo economico, energetico e industriale (avvicinandosi in questo all'esperienza della rivista culturale Civiltà delle Macchine, 1953-1979, il bimestrale finanziato dall'Iri.
Le strategie dell'Eni venivano messe a confronto con le idee della politica e le opinioni degli esperti, ciò accadeva in ogni numero.
Ma ad alcuni temi di eccezionale rilevanza furono dedicate vere e proprie monografie, come per esempio: L'ambiente, n. 4/1986, pp. 104; Viaggio nella Ricerca, n. 1/1987, pp. 208; Viaggio nel Mezzogiorno, tra tentativi, speranze e programmi, n. 6/1987, pp. 240; L'uomo e la sua avventura nel segno dell'energia, n. 4/1988, pp. 120.

### Dizionari divulgativi
Ecos ha svolto un'importante opera di divulgazione sul mondo dell'energia e dell'ambiente. In particolare, ha pubblicato una serie di "Supplementi" dedicati alla spiegazione di termini scientifici o gergali usati in vari settori industriali: Le cento parole che dovreste conoscere sull'energia, 1988, specialmente dedicato al mondo della scuola; Le parole della chimica, 1995; Le parole del mare, 1996; Le parole dell'energia, 1996-1997; Le parole dell'ambiente, 1997-1998; Le parole dell'informatica, 1999.

## I Racconti di Ecos
Ecos pubblicò nel corso degli anni numerosi racconti di scrittori italiani, che furono raccolti nel volume I Racconti di Ecos, 1984, con una Presentazione dell'allora direttore Mario Padovani e l'Introduzione di Gabriele La Porta. Grafica e impaginazione di Adelio Bartolucci. Nel volume furono pubblicati racconti di: Primo Levi, Mario Pomilio, Alberto Bevilacqua, Giorgio Saviane, Roberto Vacca, Gian Luigi Piccioli, Massimo Grillandi, Antonio Altomonte, Guido Manfredonia, Aldo Rosselli, Francesco Manzini, Paolo Andreocci, Paolo Bogliaccino, Gina Lagorio. Le illustrazioni erano di Giuseppe Megna, Alfonso Artioli, Carla Accardi, Adelio Bartolucci, Carla Conversi, Giovanni Hajnal, Lucio Castagneri, Francesco Manzini, Franco Mulas.
Negli anni novanta Ecos continuò a coinvolgere grandi scrittori italiani, come per esempio Maurizio Maggiani , ma si dedicò soprattutto a presentare ai suoi lettori alcuni racconti di grandi scrittori stranieri. Tra gli altri: il russo Evgenij Popov; il bosniaco Predrag Matvejević; l'egiziano Magid Toblya ; il polacco Andrzej Szczypiorski; la azera Rena Ibrahimova .

## Reperibilità oggi
La rivista Ecos non è più reperibile in rete, ma può essere consultata, così come Il Gatto selvatico e la rivista ENI, nelle numerose biblioteche scolastiche o comunali che ne conservano la raccolta, oppure nelle biblioteche aziendali dell'Eni, a Roma e a San Donato Milanese.
L'Archivio storico dell'Eni ha pubblicato in rete gli indici de Il Gatto selvatico e di Ecos .